# Салманасар V
Салманаса́р V (аккад.  Шульману-ашаред V, букв. «[Бог] Шульману — предводитель») — царь Ассирии приблизительно в 727—722 годах до н. э.
Сын Тиглатпаласара III. Одновременно Салманасар V был царём Вавилонии под именем Улулай. Во внутренней политике опирался на армию и стремился к ограничению привилегий ассирийской и вавилонской знати и жречества. Салманасар отменил иммунитеты старинных храмовых городов — Ашшура, Сиппара, Вавилона и других, обложил их налогами и ввёл повинности.

## Биография

### Восстание Тира
После смерти Тиглатпаласара III в Сирии вспыхнуло восстание под руководством энергичного царя Тира и Сидона Элулая, который прекратил подчиняться Ассирии. Едва против Тира восстала его кипрская колония Китий, как ассирийцы отправили туда для сговора с восставшими своё посольство, и объявили войну Тиру. Однако скорая победа Тира над китийцами заставила Салманасара V опять заключить с ним мир на условиях уплаты тирянами дани. После этого, едва ассирийское войско двинулось на север Сирии и юго-восток Малой Азии, где завоевало и превратило государства Сам’аль и Куэ в провинции, получило дань с Табала и начало покорение Хилакку (Киликии), как в 725 году до н. э. Тир снова восстал.
Салманасар V немедленно предпринял поход на запад. От Тира тогда отпали Сидон, Акко (или Акра) и даже Ушу (береговой Тир). Но осада самого Тира — неприступной крепости, расположенной на острове в 300-х метрах от берега, затянулась, несмотря на содействие со стороны других финикийских городов — соперников Тира. Финикийские союзники ассирийского царя предоставили тому свой флот, но тиряне уничтожили флот своих врагов и взяли 500 пленных которых немедленно казнили.

### Восстание Израиля
В 724 году до н. э. израильский царь Осия, до этого бывший послушным вассалом ассирийского царя, вступил в союз с Египтом и отказался платить дань. Салманасар V предпринял поход (4Цар. 18:9). Египтяне не пришли на помощь Осии; его армия была разбита, а сам Осия попал в плен и был отправлен в Ниневию. В том же году ассирийцы приступили к осаде столицы Израиля, Самарии, которую взяли после почти трёх лет осады.
Салманасар V умер в 722 году до н. э..